# Эчика Шуро
Эчи́ка Шуро́ (урождённая Жаннина Полетт Верре) (фр. Etchika Choureau; 19 ноября 1929, Бельвиль Париж, Франция — 25 января 2022) — французская актриса
 кино.

## Биография
Окончила курсы медицинского массажа. В 1948 году вышла замуж за Макса Шуро́ и открыла с ним собственный бизнес по продаже мёда в Париже.
Посещала частную парижскую школу актёрского искусства. Училась в Парижской консерватории искусств.
Дебютировала в кино в 1953 году, снявшись в фильме Les Enfants de l’amour («Дети любви»), за который в том же году была удостоена Приза Сюзанны Бьянкетти.
После многообещающего дебюта, снявшись в девяти других фильмах, Э. Шуро́ отправилась покорять Голливуд, в 1957 году участвовала в двух американских военных фильмах режиссёра Уильяма Уэллмана, вышедших на экраны в 1958 году.
Имела близкую связь с марокканским принцем, будущим королём Хасаном II, которая прервалась после того, он взошёл на престол в 1961 году. При этом на 4 года оставила искусство.
В 1966 году ушла из кинематографа, сыграв за свою карьеру в семнадцати художественных фильмах.

## Избранная фильмография
- 1953 — Побеждённые — Симона
- 1953 — Обратная сторона рая — Виолен Румегу
- 1954 — Служебная лестница — Мари-Лу
- 1954 — Интриганки — Мари
- 1955 — Невыносимый господин Болтун —  Жаклин
- 1956 — Весь город обвиняет —  Катрин Аравитт
- 1957 — Виновные
- 1958 — Рейнджеры Дарби — Анжелина Де Лотта
- 1958 — Эскадрилья Лафайета — Рене Балю
- 1964 — Анжелика — маркиза ангелов — Гортензия, сестра Анжелики